# هم‌جنس‌ملی‌گرایی
هم‌جنس‌ملی‌گرایی یا هوموناسیونالیسم (به انگلیسی: homonationalism) به عنوان شکلی از ملی‌گرایی معرفی شده‌است و توصیفی است از ارتباط دادنِ سودجویانهٔ ایدئولوژی ملی‌گرا با افراد دگرباش یا حقوق آن‌ها.
این اصطلاح در زبان انگلیسی ابتدا توسط محقق مطالعات جنسیت جاسبیر پوآر در سال ۲۰۰۷ ارائه شد تا به فرایندهایی اشاره کند که طی آن برخی قدرت‌ها، با ادعای حمایت از جامعهٔ دگرباشان، موضع‌گیری‌های نژادپرستانه و بیگانه‌هراسانهی خود را، به خصوص در برابر اسلام، توجیه کنند و آن‌ها را بر مبنای این پیشداوری قرار دهند که همهٔ مهاجران لزوماً هم‌جنس‌گراستیز هستند و جامعه غربی به‌طور کامل برابری طلب است. بنابراین تنوع جنسی و حقوق بشر برای حفظ مواضع سیاسی در برابر مهاجران مورد استفاده قرار می‌گیرند. این نوع دیدگاه‌ها به‌طور فزاینده‌ای در میان احزاب راست تندرو و آمریکاییان سفیدپوست شایع است.
منتقدان اصلی این پدیده، بر استفادهٔ تفرقه‌انگیزانه از جنبش‌های دگرباشان برای افزایش فاصله با دیگران بر مبنای عدم مدارا، نادیده‌گیری هم‌جنس‌گراستیزی و نبود برابری واقعی در جامعهٔ غرب، تأکید دارند. این ایده نادرست از برابری معمولاً به صورت نمادین در دسترسی به حق ازدواج، دگرجنس‌گراهنجار کردن روابط میان افراد جامعه دگرباش و گرایش‌های شوونیسمی نسبت به کشورهای غربی مجسم می‌شود و پیروان این ایده، نسبت به مهاجرانِ کشورهایی که هنوز حق ازدواج با هم‌جنس را به رسمیت نمی‌شناسند یا همچنان هم‌جنس‌گرایی را جرم‌انگاری می‌کنند، سوءظن دارند. از زمان توسعهٔ این مفهوم، پوآر اخیراً ادعا کرده‌است که این مفهوم نباید به عنوان یک اتهام یا هویت مورد استفاده قرار گیرد، بلکه باید به عنوان فرایندی فراملی در یک گذار تاریخی در نظر گرفته شود.
برونو پرو پیش‌فرض‌های استدلال پوآر را نقد کرده‌است. هرچند پرو با نقد پوآر بر وجود ادعاهای ملی‌گرایانه در میان برخی گروه‌های دگرباش موافق است، ولی از طرفی نیز پوآر افرادیِ مهاجر مورد بحث خود را ایده‌آل خود می‌سازد. پرو توضیح می‌دهد که «ساختارشکنی هنجارهای نمی‌تواند از بازتولید آن‌ها جلوگیری کند و جدا شود.» جیسون ریشی نیز برخی از گونه‌هایی که مفهوم هم‌جنس‌ملی‌گرایی مورد استفاده قرار گرفته‌است را نقد کرده‌است و آن را نظریهٔ کلی‌گویی خوانده‌است.